# Nir Jafe
Nir Jafe (hebr. ניר יפה; ang. Nir Yafe) – wieś komunalna położona w Samorządzie Regionu Ha-Gilboa, w Dystrykcie Północnym, w Izraelu.

## Położenie
Nir Jafe jest położona na wysokości 61 metrów n.p.m. w południowej części intensywnie użytkowanej rolniczo Doliny Jezreel, na północy Izraela. Okoliczny teren jest płaski, opada jednak delikatnie w kierunku północnym. W odległości 3 km na południowy zachód od wsi wznoszą się wzgórza płaskowyżu Wyżyny Menassesa w rejonie Wadi Ara. Spływają stamtąd strumienie Taine, Oz (na zachód od wsi) i Ta’anach (na wschód), które zasilają przepływającą na północy rzekę Kiszon. W odległości 8 km po stronie wschodniej wznoszą się Wzgórza Gilboa. W otoczeniu wsi Nir Jafe znajduje się miasto Afula, kibuce Megiddo i Jizre’el, moszawy Mele’a, Gadisz, Ha-Jogew, Awital i Dewora, oraz wieś komunalna Merkaz Omen. Na północny zachód od wsi jest port lotniczy Megiddo, a na północy jest baza wojskowa Amos. W odległości 2 km na południowy zachód od moszawu przebiega mur bezpieczeństwa oddzielający terytorium Izraela od Autonomii Palestyńskiej.
Nir Jafe jest położona w Samorządzie Regionu Ha-Gilboa, w Poddystrykcie Jezreel, w Dystrykcie Północnym Izraela.

## Historia
W latach 50. XX wieku miała miejsce masowa emigracja ludności żydowskiej do Ziemi Izraela. Nagłe pojawienie się dużej liczby nowych imigrantów, zmusiło władze izraelskie do poszukiwania sposobu ich absorpcji. W ten sposób zrodziła się koncepcja utworzenia nowego obszaru osadnictwa w południowej części Doliny Jezreel. Cały projekt otrzymał wspólną nazwę Ta’anach, która to nazwa odnosiła się do całego regionu. Powstały tu trzy identyczne bloki osiedli, z których każdy posiadał centralną wieś pełniącą wszystkie podstawowe funkcje dla sąsiednich osad rolniczych. W ten sposób w 1953 roku utworzono pierwszy blok nazwany Ta’anach Alef (moszawy Awital, Perazon i Metaw, oraz wieś centralna Merkaz Ja’el). Na początku 1956 roku przystąpiono do tworzenia drugiego bloku osiedli Ta’anach Bet. W takich okolicznościach w lutym 1956 roku został założony moszaw Addirim, a następnie w sierpniu zostały założone moszawy Dewora i Barak (w 1958 r. powstało centrum bloku, wieś Merkaz Chewer).
Jeszcze w tym samym 1956 roku przystąpiono do tworzenia trzeciego bloku osiedli Ta’anach Gimel. Jako pierwszy powstał moszaw Gadisz, a następnie założono moszaw Mele’a i Nir Jafe. Pełniącą funkcję centrum usługowego wieś Merkaz Omen założono w 1958 roku. Początkowo Nir Jafe była typowym rolniczy moszawem. Zamieszkali w nim imigranci z Tunezji. Nazwano go na cześć żydowskiego filantropa Joffe Marksa z RPA. Gdy w latach 80. XX wieku nastąpił kryzys ekonomiczny moszawu, wielu jego mieszkańców wyjechała. W ramach restrukturyzacji przekształcono osadę w wieś komunalną, prywatyzując lokalną gospodarkę. Na początku XXI wieku wybudowano nowe osiedle mieszkaniowe.

## Demografia
Większość mieszkańców wsi jest Żydami:

## Gospodarka i infrastruktura
Gospodarka wsi opiera się na rolnictwie. We wsi jest przychodnia zdrowia, sklep wielobranżowy, komunalny zakład usługowy i warsztat mechaniczny.

## Transport
Przez wsią z południowego zachodu na północny wschód przebiega droga nr 6714. Jadąc nią na południowy zachód dojeżdża się do wsi Merkaz Omen, natomiast wyjazd z bloku osiedli jest w kierunku północno-wschodnim na skrzyżowanie drogą nr 675. Jadąc nią na północny zachód dojeżdża się do skrzyżowania z drogą ekspresową nr 65.

## Edukacja i kultura
We wsi jest przedszkole. Starsze dzieci są dowożone do szkoły podstawowej w sąsiedniej wiosce Merkaz Omen. Szkoła średnia jest w mieście Afula. We wsi znajduje się synagoga, mykwa, ośrodek kultury z biblioteką, basen kąpielowy, sala sportowa i boisko do piłki nożnej.